# 弗拉基米尔·捷卡诺佐夫
弗拉基米尔·格奥尔吉耶维奇·捷卡诺佐夫（俄語：Влади́мир Гео́ргиевич Декано́зов，1898年6月15日—1953年12月23日），格鲁吉亚人，主持苏联红军大清洗的领导人之一，是贝利亚的亲信，曾任副外交人民委员，负责土耳其、伊朗、阿富汗、中国新疆和蒙古。1941年6月21日在担任驻德国大使期间，德国外交部长约阿希姆·冯·里宾特洛甫向捷卡诺佐夫在柏林向他通报了德国对苏联进入战争状态的情况。斯大林去世后被提拔为格鲁吉亚共和国内务部长，1953年贝利亚被捕后，被免职逮捕处决。